# 北波希米亞

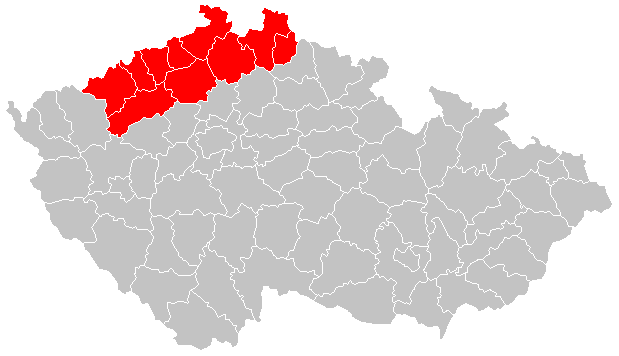
北波希米亞州範圍（1960~2000年）

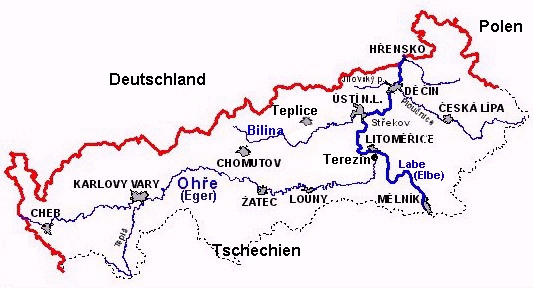
北波希米亞主要城鎮與河流

北波希米亞（捷克語：Severní Čechy）是捷克波希米亞北部的一個地區。

## 範圍
現今北波希米亞並非正式的行政區劃，其範圍大致包括拉貝河畔烏斯季州、利貝雷茨州，有時也包含卡羅維發利州。北波希米亞比鄰德國，屬蘇台德地區的一部分，早期居民以德意志裔人為主，二戰後大多數德意志人遭驅逐出境。
在前捷克斯洛伐克與捷克共和國早期的行政體系中，1960年至2000年間曾設立北波希米亞州）。

## 經濟
隨著工業革命的到來，北波希米亞不僅成為捷克地區，甚至整個哈布斯堡王朝工業化程度最高、人口最稠密的地區之一。這不僅得益於當地悠久的工業傳統，也得益於莫斯特盆地豐富的煤炭儲量，以及毗鄰發達的普魯士和薩克森州和農業肥沃的易北河（捷克稱為拉貝河 ）的地理位置。紡織業和玻璃工業尤為發達。到19世紀末，該地已經建造了密集的鐵路網。

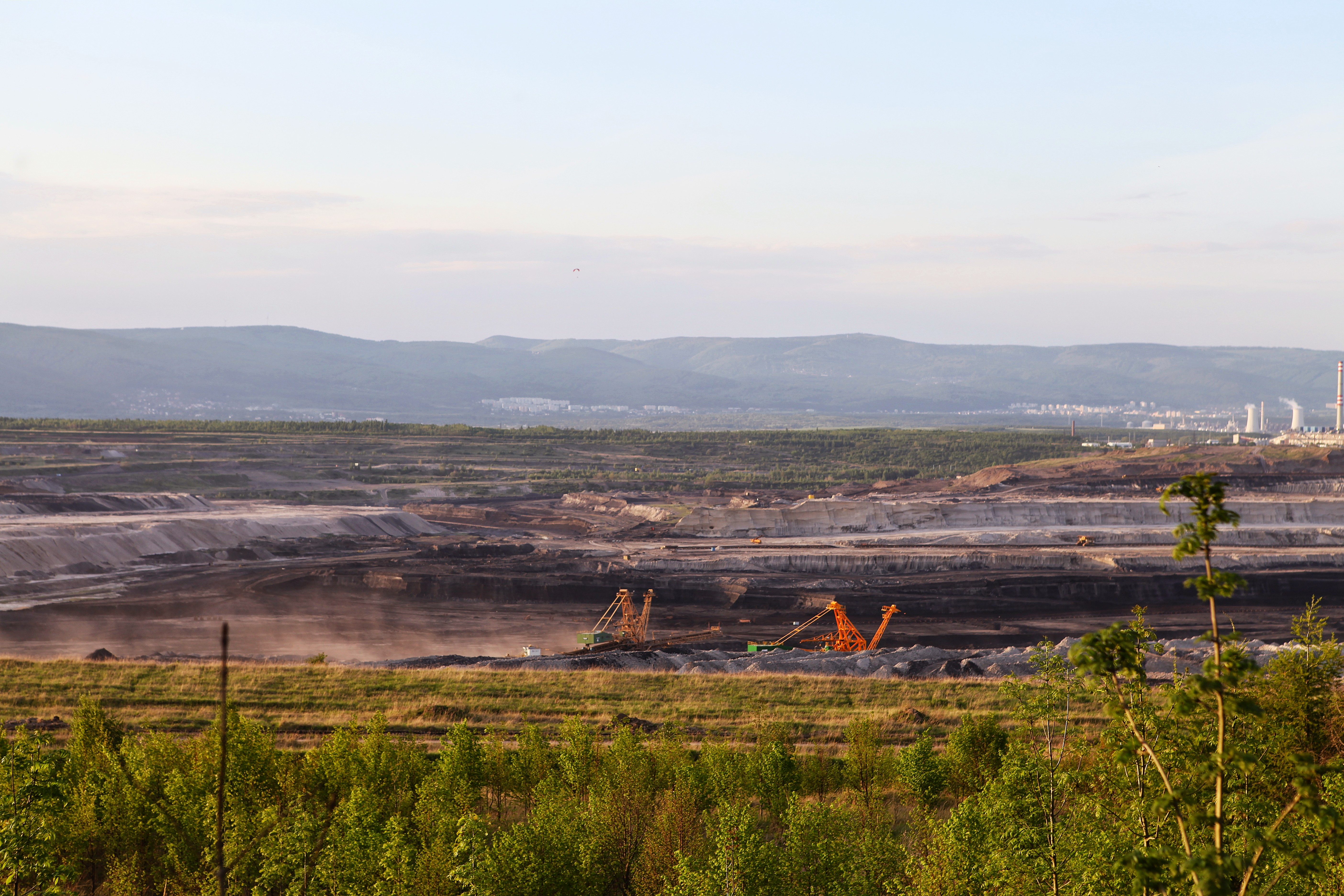
弗薩尼採石場，位於拉貝河畔烏斯季州

捷克斯洛伐克時期，該地的重點是採礦、能源和化學工業，這些工業對當地環境產生了負面影響。西部的莫斯特盆地因大規模露天開採褐煤而完全被毀，而東部則開採鈾礦。除了土壤和水中的有毒廢物造成的各種生態負擔之外，該地區還受到有害氣體和酸雨的嚴重影響。
1989年11月經濟轉型後，許多當地產業迅速或逐漸衰退。自此以後，北波希米亞地區一直是捷克共和國失業率、貧困率和其他負面社會現象最高的地區之一，尤其是在該地區的西半部。但另一方面，工業的衰落也讓多處土地重獲生機，多處地點已被列為大型保護區，包括波希米亞中央山脈景觀保護區、易北河砂岩區、盧薩蒂亞山脈、科科日恩斯科-馬丘夫地區、伊澤拉山脈和捷克什維察爾斯科國家公園。其中伊澤拉山毛櫸林國家自然保護區擁有捷克共和國最大的山毛櫸林，佔地27平方公里（10平方英里）。

## 主要城市或地點

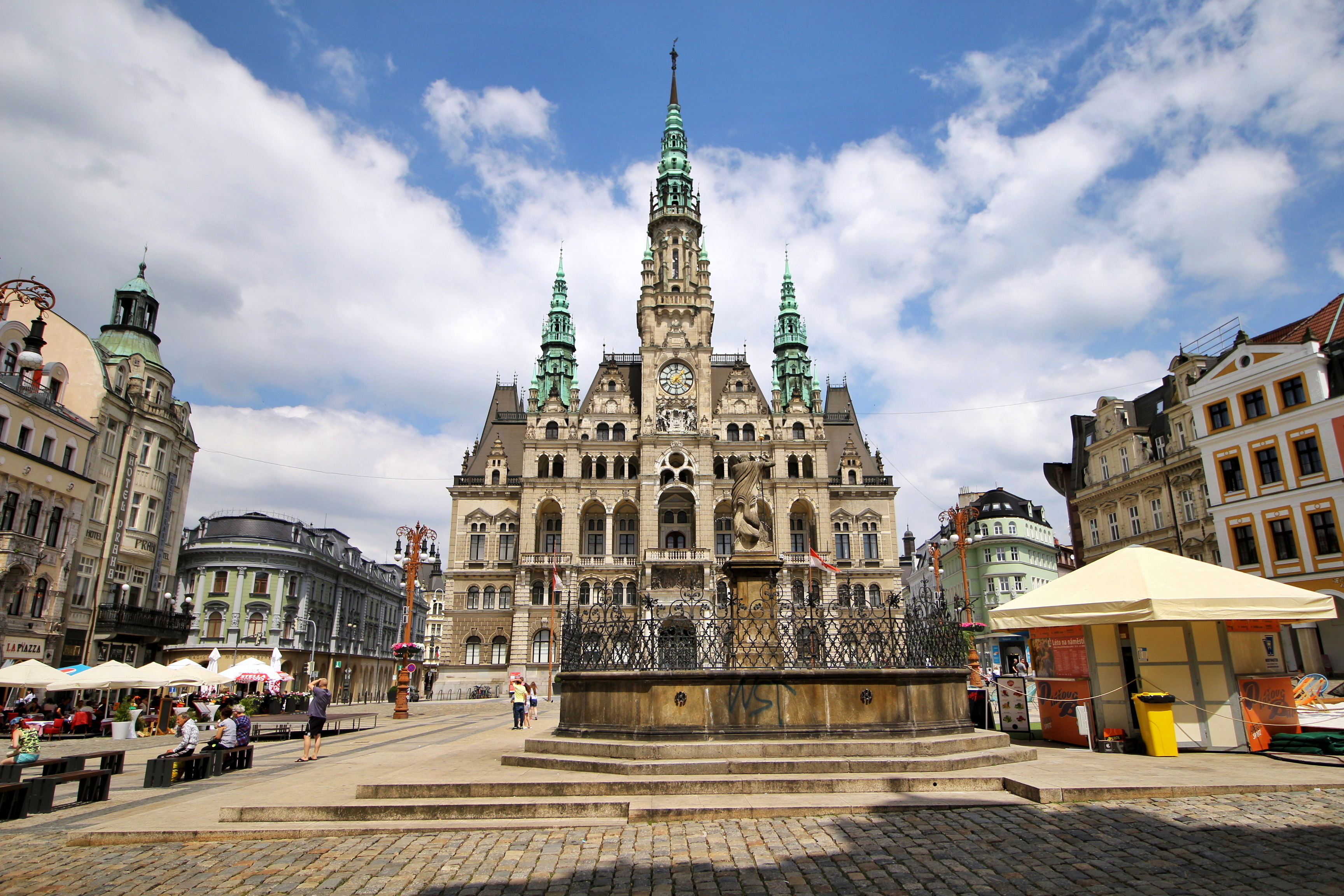
利貝雷茨

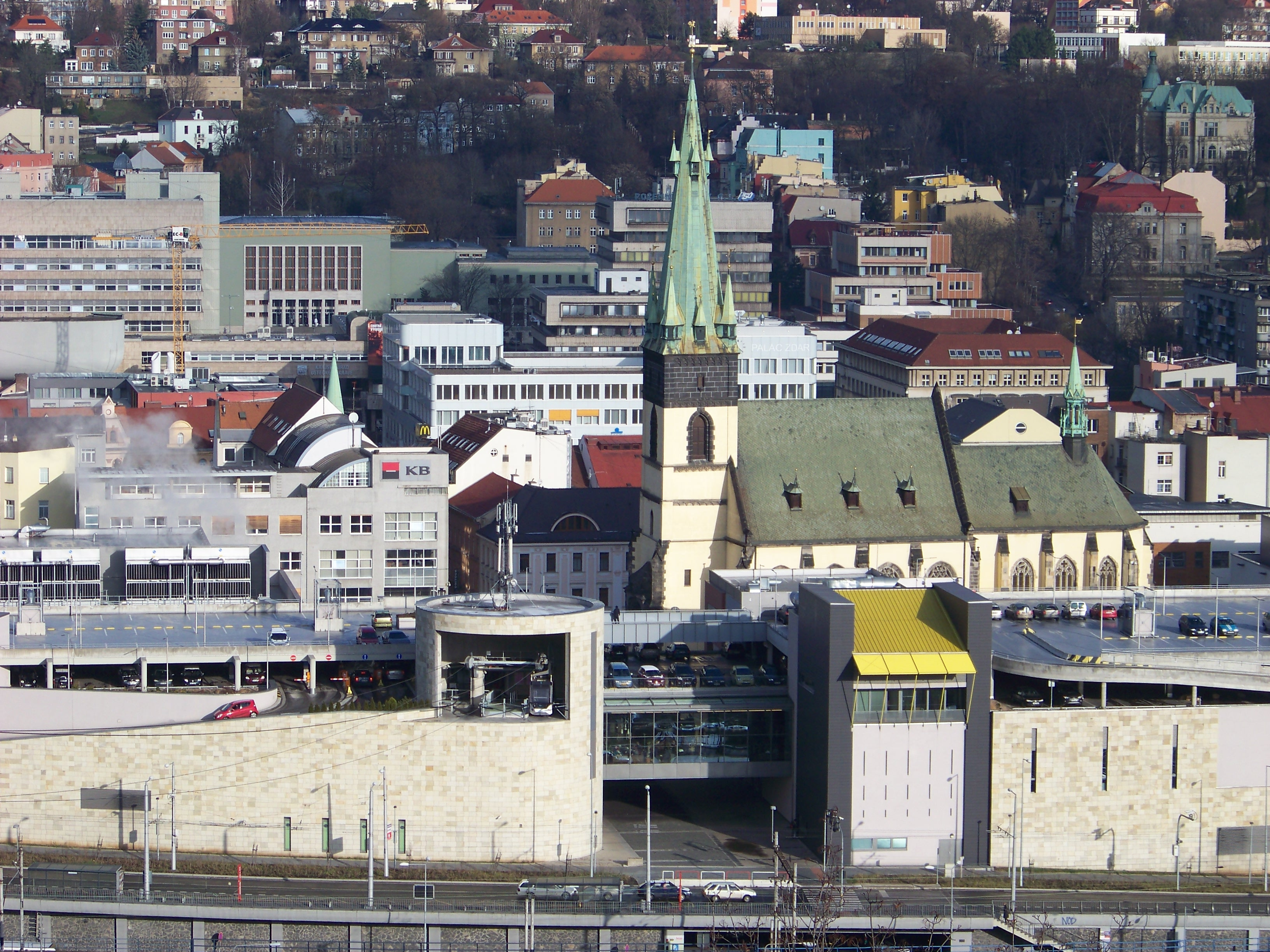
拉貝河畔烏斯季

- 利貝雷茨：北波西米亞最大的城市，利貝雷茨州首府
- 拉貝河畔烏斯季：拉貝河畔烏斯季州和前北波希米亞州首府
- 莫斯特
- 特普利採
- 德欽
- 霍穆托夫
- 尼斯河畔亞布洛內茨
- 捷克利帕
- 利托梅日採：羅馬天主教教區的所在地，管轄北波希米亞地區
- 赫任斯科（捷克語：Hřensko）：捷克海拔最低的地點